# Авестійська мова
Авестійська мова — найдавніша із іранських мов, що дійшли до нас у письмових пам'ятках. Назва походить від збірки гімнів зороастризму, «Авести», написаної цією мовою. Для запису авестійських текстів використовувалась однойменна абетка, що походить від арамейського скоропису.
Сьогодні послідовники зороастризму використовують іншу мову як культову — центрально-іранський діалект дарі.